# Bauhinia rufa
Bauhinia rufa là một loài thực vật có hoa trong họ Đậu. Loài này được (Bong.) Steud. miêu tả khoa học đầu tiên.

## Hình ảnh

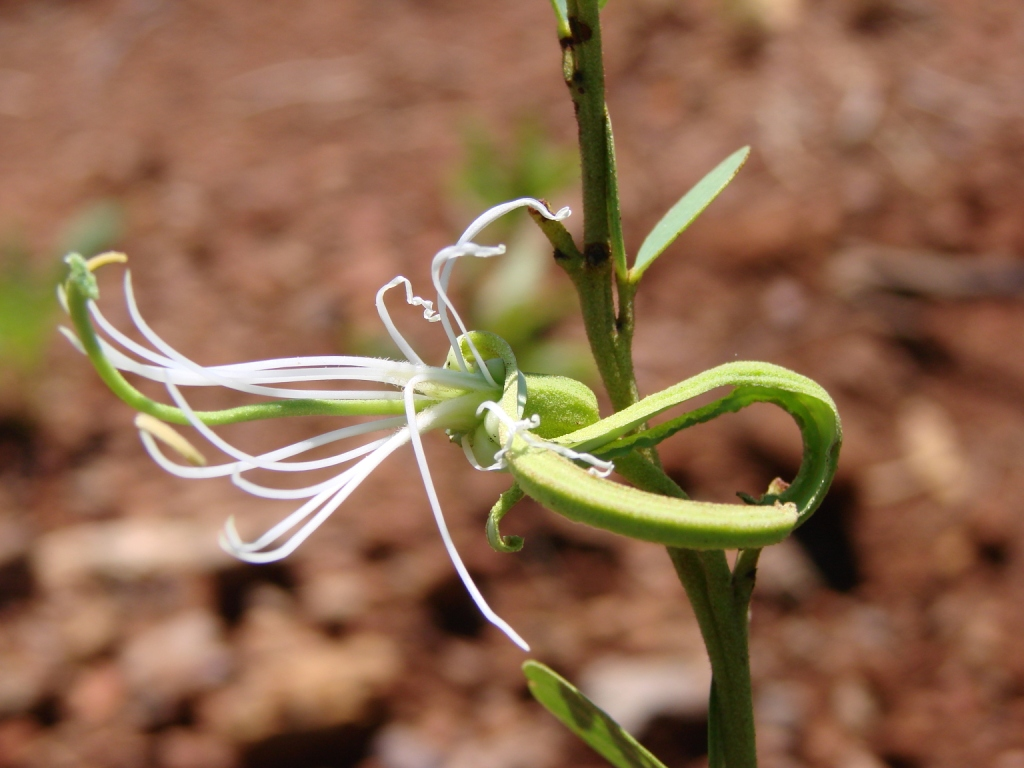